# Wind (Pommersfelden)
Wind ist ein Gemeindeteil der Gemeinde Pommersfelden im Landkreis Bamberg (Oberfranken, Bayern). Wind liegt in der Gemarkung Sambach.

## Geografie
Das Dorf liegt am rechten Ufer der Reichen Ebrach und ist von Acker- und Grünland umgeben. Etwas weiter nordöstlich mündet der Rannengraben als rechter Zufluss in die Reiche Ebrach. Etwa einen Kilometer südlich liegt das Waldgebiet Weich. Die Kreisstraße BA 24 verläuft zur Staatsstraße 2260 bei Sambach (0,6 km nördlich) bzw. nach Schweinbach (1,7 km südöstlich). Eine Gemeindeverbindungsstraße verläuft nach Pommersfelden (2,1 km südwestlich) bzw. zu einer Gemeindeverbindungsstraße südlich von Wingersdorf.

## Geschichte
Der Ort wurde 1128 als „Winede“ erstmals urkundlich erwähnt, 1174 erschien er in der Schutzurkunde für St. Theodor als „Ditgerswinden“. Dem Ortsnamen nach zu schließen handelt es sich um eine Wendensiedlung, die im Mittelalter planmäßig von der Obrigkeit angelegt wurde.
Gegen Ende des 18. Jahrhunderts gab es in Wind 14 Anwesen. Das Hochgericht übte das bambergische Centamt Bechhofen aus. Die Dorf- und Gemeindeherrschaft hatte das Kastenamt Bechhofen (Theodorische Verwaltung). Grundherren waren das Hochstift Bamberg (Kastenamt Bechhofen: 5 Güter; Verwaltung Sambach der Otto-Friedrich-Universität Bamberg: 3 Sölden), die Pfarrei St. Stephan (1 Gülthof) und die Pfarrei Sambach (3 Sölden). Ein Haus und ein Hirtenhaus waren gemeindlich genutzte Gebäude.
Im Rahmen des Gemeindeedikts wurde Wind dem 1808 gebildeten Steuerdistrikt Sambach und der im selben Jahr gebildeten Ruralgemeinde Sambach zugewiesen.
Im Zuge der Gebietsreform in Bayern wurde Wind am 1. Mai 1978 nach Pommersfelden eingegliedert.

### Einwohnerentwicklung
| Jahr      | 001819 | 001861 | 001871 | 001885 | 001900 | 001925 | 001950 | 001961 | 001970 | 001987 | 002018 | 002021 |
| Einwohner | 62     | 79     | 78     | 87     | 63     | 82     | 91     | 74     | 70     | 81     | 61     | 62     |
| Häuser    |        |        |        | 16     | 15     | 13     | 14     | 14     |        | 14     |        |        |
| Quelle    | [ 9 ]  | [ 10 ] | [ 11 ] | [ 12 ] | [ 13 ] | [ 14 ] | [ 15 ] | [ 16 ] | [ 17 ] | [ 18 ] | [ 19 ] | [ 1 ]  |

## Religion
Der Ort ist römisch-katholisch geprägt und nach St. Antonius Abbas (Sambach) gepfarrt. Die Einwohner evangelisch-lutherischer Konfession sind nach St. Maria und Johannes (Pommersfelden) gepfarrt.